# The Peel Sessions
The Peel Sessions — мініальбом англійської групи Echo & the Bunnymen, який вийшов у 1988 році.

## Композиції
1. Read It in Books – 2:25
2. Stars Are Stars – 3:05
3. I Bagsy Yours – 2:50
4. Villiers Terrace – 4:10

## Учасники запису
- Іен Маккаллох — вокал, гітара
- Вілл Сарджент — гітара
- Лес Паттінсон — бас гітара
- Піт де Фрейтас — ударні